# Jerome Simpson
Jerome Louis Simpson (Reidsville, 4 febbraio 1986) è un ex giocatore di football americano statunitense che ha giocato nel ruolo di wide receiver per i San Francisco 49ers della National Football League.
Fu scelto dai Cincinnati Bengals nel corso del secondo giro del Draft NFL 2008. Al college ha giocato a football a Coastal Carolina. La sua giocata più famosa è chiamata "The Front Flip".

## Carriera professionistica

### Cincinnati Bengals
Jerome Simpson fu scelto nel secondo giro (46º assoluto) dai Cincinnati Bengals nel Draft 2008. Firmò un contratto quadriennale ma non mise a segno alcuna ricezione nel 2009 a causa del tempo limitato a disposizione. A causa degli infortuni a Terrell Owens e Chad Ochocinco, Simpson giocò la sua seconda partita da titolare in carriera nella settimana 16 della stagione 2010 ed ebbe una prestazione notevole ricevendo 6 passaggi per 124 yard e 2 touchdown. A quella gara ne fece seguire un'altra da 12 ricezioni per 124 yard e un touchdown nell'ultima gara della stagione regolare contro i Baltimore Ravens, terminando la stagione 2010 con 18 ricezioni.
Nella stagione 2011, Simpson giocò tutte le 16 partite della stagione regolare, 14 delle quali da titolare. Nella settimana 16 della stagione, Simpson con una capriola volante in avanti superò il linebacker degli Arizona Cardinals Daryl Washington segnando un touchdown ed atterrando in piedi. La giocata fu giudicata la migliore del decennio, facendo il giro di tutti i network del mondo. Simpson terminò la stagione con i massimi in carriera in tutte le statistiche su ricezione, tra cui yard ricevute (725), touchdown segnati su ricezione (4) e ricezioni totali (50). I Bengals si qualificarono per i playoff dove furono eliminati nel turno delle wild card dagli Houston Texans.

### Minnesota Vikings
Simpson firmò un contratto coi Minnesota Vikings il 24 aprile 2012. L'accordo ebbe durata annuale per un valore di 2 milioni di dollari.
Dopo aver saltato le prime tre gare della stagione per essere stato sospeso dalla NFL, Simpson tornò in campo nella vittoria nella settimana 4 sui Detroit Lions guidando subito i Vikings con 50 yard ricevute.
Nella prima gara della stagione 2013, Simpson guidò Minnesota con 7 ricezioni per 140 yard nella sconfitta contro i Detroit Lions.
Il 29 agosto 2014, Simpson fu sospeso dalla lega per tre partite per abuso di sostanze vietate. Il 18 settembre 2014, a seguito di un ennesimo problema con la giustizia (fu coinvolto in un incidente automobilistico ed accusato di guida in stato di ebbrezza, guida con patente sotto restrizioni e possesso di marijuana), fu svincolato dai Vikings.

### San Francisco 49ers
Il 5 marzo 2015 firmò con i San Francisco 49ers un contratto biennale.

## Vittorie e premi
Nessuno

## Statistiche
| Partite totali             | 60    |
| Partite totali da titolare | 36    |
| Yard su ricezione          | 2.004 |
| Touchdown su ricezione     | 8     |